# 台前县
台前县是中华人民共和国河南省濮阳市下辖的一个县，县政府驻城关镇。由于处在河南与山东两省交界处，经济比较落后，为国家级贫困县。

## 人口
2020年第七次人口普查，台前縣常住人口323113人。
2002年，台前县总人口35万人。

## 地理
台前县全县面积454平方公里，北邻山东省阳谷县，西接范县，东南方向与山东省的东平县、梁山县和郓城县仅一黄河之隔。台前县处于黄河和金堤河南北包夹的位置，是黄河防汛的重点地段之一。京九铁路由北至南途经台前县，位于县境内的黄河铁路公路大桥是京九铁路沿线的重要桥梁之一。

## 历史沿革
台前县古时为山东省寿张县的一部分。寿张老县城南原有一座凤凰山，现在只剩下被人们称为南台子的一个小土丘。后来的台前县城设置在南台子前，所以取名为台前。
1949年中华人民共和国成立初期，寿张县隶属于当时的平原省聊城专区。1952年平原省撤销，改属山东省聊城专区。
1964年11月寿张县撤销，原所辖金堤河以南的部分改属河南省范县。
1973年12月16日，范县东部的9个公社划出成立了范县台前办事处，1975年3月14日改称台前办事处，1978年12月改称台前县。

## 行政区划
台前县下辖6个镇、3个乡：
城关镇、侯庙镇、孙口镇、打渔陈镇、马楼镇、吴坝镇、后方乡、清水河乡和夹河乡。

## 古迹
晋王城（五代）、百忍堂（唐）、古贤桥（唐）、刘邓大军渡河处纪念碑（省级重点文物保护单位）。还有玉皇岭古墓。徐堌堆文化遗址

## 名人
- 李玉安（1924～1997），中国人民志愿军战斗英雄。曾被作家魏巍误作为烈士写入战地通讯《谁是最可爱的人？》。

## 治安
從1990年代開始，該縣就出現了使用違規藥品大量製造假哮喘藥之類的假藥的現象，最高峰期甚至有1000多家企業都在從事假藥的製造。直到2014年，該縣的假藥產銷依然十分猖獗，經常有假藥或假藥販子在其他地區被檢舉揭發的事情發生。